# Louis Fierens
Victor Louis Fierens (Duffel, 14 oktober 1875 - 1967) was een Belgisch boogschutter. 

## Levensloop
Fierens was lid van de boogschuttersgilde 'Willem Tell' te Duffel.
Hij verzamelde met het Belgisch team drie olympische medailles in de discipline 'bewegend vogeldoel' op de Olympische Spelen van 1920 in Antwerpen. Samen met Hubert Van Innis, Pierre Van Thielt, Edmond De Knibber, Louis Van Beeck, Alphonse Allaert, Louis Delcon en Jérôme De Mayer behaalde hij goud op de '50 meter' (2701 pt.) en de '33 meter' (2958 pt.) en zilver op de '28 meter' (2924 pt).